# جوزيه إم. هيرنانديز
جوزيه إم. هيرنانديز (بالإنجليزية: José M. Hernández)‏ (و. 1962  م) هو رائد فضاء، ومهندس أمريكي، هو عضوٌ في الحزب الجمهوري.

## التعليم
تعلم في جامعة المحيط الهادئ، وجامعة كاليفورنيا، سانتا باربرا.

## ريادة الفضاء
شارك في المهمات الفضائية:
- STS-128.